# Dekanat iłżecki
Dekanat iłżecki – jeden z 29 dekanatów w rzymskokatolickiej diecezji radomskiej. Składa się z następujących parafii:
- Parafia św. Izydora i św. Jadwigi Śląskiej w Alojzowie
- Parafia św. Jana Chrzciciela w Czerwonej
- Parafia Wniebowzięcia Najświętszej Maryi Panny w Iłży
- Parafia NMP Różańcowej w Jasieńcu Iłżeckim
- Parafia św. Andrzeja Boboli w Koszarach
- Parafia św. Stanisława w Kowalkowie
- Parafia św. Józefa Oblubieńca NMP w Krzyżanowicach
- Parafia św. Maksymiliana w Pakosławiu
- Parafia NMP Matki Kościoła w Pasztowej Woli
- Parafia Miłosierdzia Bożego w Seredzicach